# Ashura
La Ashura (o Achura), o el Día de Ashura (transliteración del árabe: Yawm ʾĀšūrā’) es una festividad religiosa celebrada en el ámbito del chiismo y del sufismo, que se celebra en el décimo día del mes de muharram.

## Etimología
La raíz de la palabra Ashura tiene el significado de décimo en lenguas semíticas, de ahí el nombre que traducido literalmente significa "el décimo día".

## Suníes
Para los musulmanes sunitas, Ashura es un día de ayuno; conmemoran así el ayuno con el que Moisés agradeció la liberación del pueblo de Israel de manos de los egipcios. Según las tradiciones que se encuentran en las compilaciones de Al-Bujari y Muslim, el profeta Mohammed solía ayunar en esta fecha y recomendaba este ayuno a sus compañeros, incluyendo la posibilidad de añadir  el día anterior o el posterior al mismo.

## Chiíes

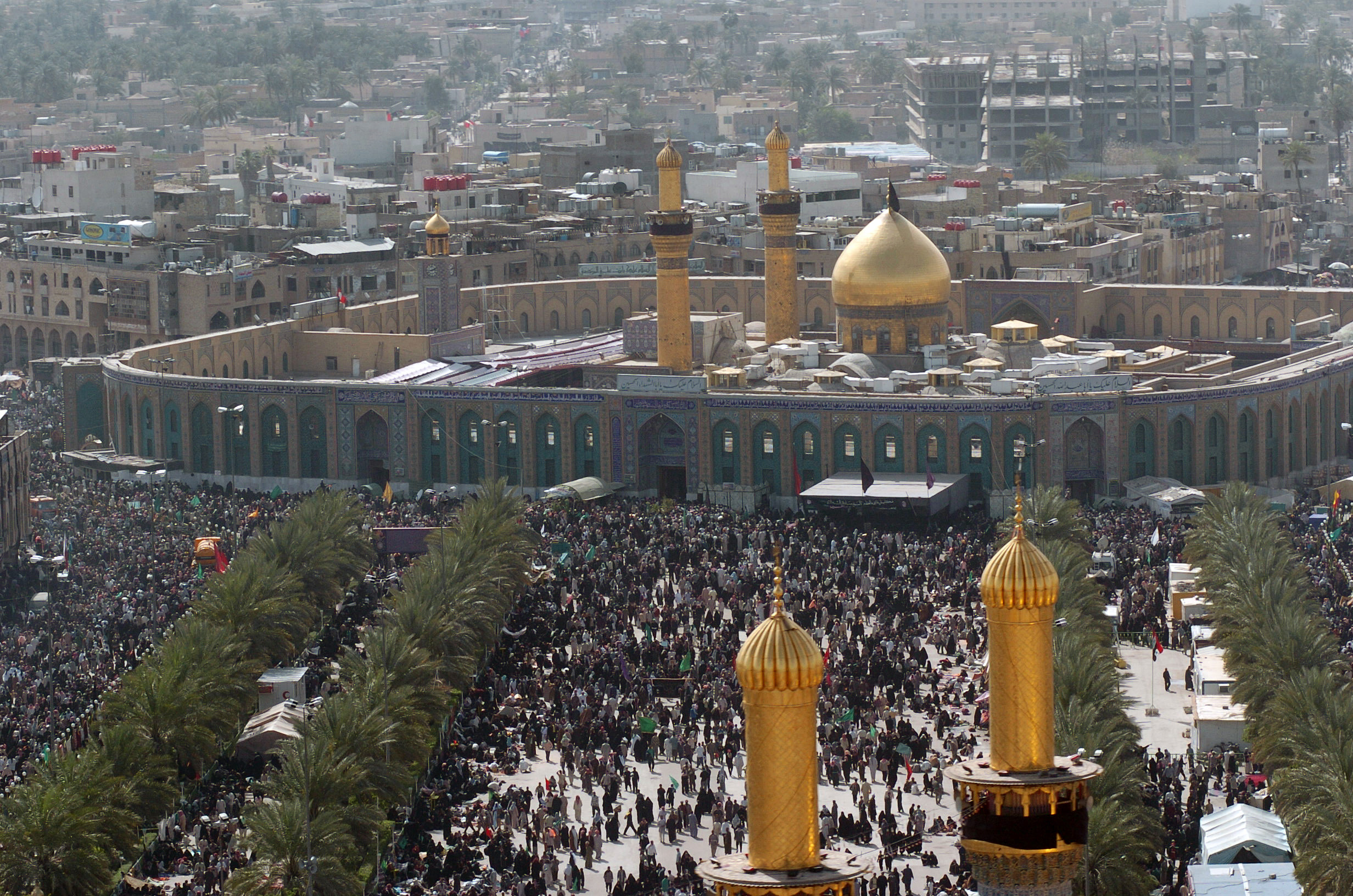
Karbala, Ashura, Santuario de Imam Husayn.

En la conmemoración y observación de Ashura, los chiitas recuerdan el asesinato del Imán Husayn ibn Ali, al que consideran sucesor legítimo del profeta Mahoma, del que era nieto. Husáin murió junto a setenta y dos seguidores en la batalla de Kerbala que duró diez días en el año 680.
La máxima expresión de la conmemoración chiita es en Karbala, lugar donde se encuentra el mausoleo del Imám Husein, que congrega hasta dos millones de creyentes. Los devotos desfilan hasta el santuario blandiendo en sus manos instrumentos de sacrificio y haciéndose heridas en el cuerpo hasta quedar completamente ensangrentados.

### Antecedentes históricos
En abril de 680 Yazid I sucedió a su padre Muawiya como nuevo califa. Yazid inmediatamente dio instrucciones al gobernador de Medina para obligar a Husáin y a algunas otras figuras prominentes a prometer su lealtad (bay'ah). Husáin, sin embargo, se abstuvo de ello creyendo que Yazid iba abiertamente en contra de las enseñanzas del Islam en público y el cambio la sunna de Mahoma. Él, por lo tanto, acompañado de su familia, sus hijos, hermanos, y los hijos de Hasan dejó Medina para buscar asilo en La Meca.
En La Meca Husáin ibn Alí recibió muchas cartas de la gente de Kufa, ellos le invitaron a construir un gobierno en Kufa y prometieron ayudarle en sus actividades. Husáin les escribió de nuevo diciendo que iba a enviar a su primo Muslim ibn Aqil a que le informase sobre la situación. Si los encontraba unidos como sus cartas indicaban iría rápidamente unirse a ellos, porque el Imam debe actuar de acuerdo con el Corán, defender la justicia, proclamar la verdad, y dedicarse a la causa de Dios. La misión de Ibn Aqil tuvo éxito y según informes dieciocho mil hombres prometieron su lealtad. Pero la situación cambió radicalmente cuando Yazid nombró a Ubaidullah ibn Ziyad como el nuevo gobernador de Kufa, ordenándole que tratara severamente a Ibn Aqil. Antes de que la noticia de la gobernación de Ubaidullah ibn Ziyad llegara a La Meca, Husáin partió hacia Kufa sin conocer de esta situación.
En el camino, Husáin se enteró de que su mensajero, Ibn Aqil, fue asesinado en Kufa. Él dio la noticia a sus seguidores y les informó de que la gente lo había abandonado. Luego, alentó a todo el que lo deseara salir libremente sin culpas. La mayoría de los que los habían acompañado en varias etapas del camino de La Meca se fueron. Más tarde Husáin se encontró con el ejército de Ubaydullah ibn Ziyad en su camino hacia Kufa. Husáin se dirigió al ejército kufí, recordándoles que lo habían invitado a venir, por estar sin un Imam. Les dijo que tenía la intención de entrar a Kufa con su apoyo, pero si ahora estaban opuestos a su venida, que regresaría a donde había venido. Sin embargo, el ejército le instó a elegir otro camino. Por lo tanto, se volvió hacia la izquierda y llegó a Karbala, donde el ejército le obligó a no ir más allá y quedarse en un lugar sin agua.
Úmar ibn Saad, el jefe del ejército de Kufa, envió un mensajero a Husáin para preguntar sobre el propósito de su venida a Irak. Husáin volvió a responder que él había respondido a la invitación de la gente de Kufa, pero estaba dispuesto a irse si ahora no le gustaba su presencia. Cuando Úmar ibn Saad, el jefe del ejército de Kufa, informó de nuevo a Ubaydullah ibn Ziyad, el gobernante le dio instrucciones para ofrecer al Imam Husáin y sus seguidores la oportunidad de jurar fidelidad a Yazid. También ordenó a Úmar ibn Sa’ad cortarle al Imam Husáin y sus seguidores el acceso al agua del Éufrates.
En la mañana siguiente Úmar ibn Sa’d organizó al ejército de Kufa en orden de batalla, Al-Hurr ibn Yazid al-Tamimi lo desafió y se acercó a Husáin. En vano se dirigió a los kufíes para reprenderlos por su traición al nieto de Mahoma y fue muerto en batalla.
Después del rezo de la tarde (عصر – asr) el 9 de Muhárram, el ejército de Kufa por orden de Úmar ibn Sa’d, atacó al ejército del Imam Husáin. Pero por pedido de Husáin (para hacer oración y rezar), Úmar ibn Saad permitió que en la noche Husáiyn y sus compañeros, rezaran e hicieran las oraciones con Dios.

#### El día Ashura
En la noche de Tasua (el noveno de Muharram) Husáin dijo a su familia y sus compañeros: “Les he permitido a todos ustedes que me dejen solo y sigan su camino. Durante esta noche, cualquiera de ustedes puede tomar su caballo y camellos y partir. Cualquiera de ustedes puede llevar a uno de mi familia y dispersarse en las ciudades o pueblos. En verdad, Yo soy lo que ellos quieren. Cuando me tengan, no irán detrás de ningún otro.”
Por la mañana de Ashura, Husáin con sus compañeros rezaron el Rezo de Mañana. Luego, dividió su pequeño campamento de setenta y dos personas, en caballos y a pie. Hizo dirigir el lado derecho por Zuhair ibn al-Qain y el izquierdo por Habib ibn Muzahir, mientras él y su familia miraban al frente, y 'Abbás (su hermano) llevaba la bandera.
Luego de este sermón, sus hermanos, hijos y parientes dijeron, "¡Nunca te abandonaremos! No queremos vivir después de tu partida y no queremos ver ese día!"
En el 10 de Muharram (Ashura) Ómar ibn Sa'd fue con treinta mil soldados, divididos en cuatro, ellos rodearon el campamento. Cuando Shimr vio el fuego en la zanja, grito, "¡Oh Husáin! Te precipitaste al fuego antes del Día del Juicio!"
El Imam no lo reconoció, y preguntó, "¿Quién es ese? Debe ser Shimr ibn Dhil-Jawshan."
Sus seguidores le dijeron que era Shimr, y el Imam dijo, "Tú eres el que merece el fuego."
Ibn 'Awsajah quería lanzarle a Shimr una flecha, pero el Imam lo detuvo y le dijo, "No quiero comenzar la lucha."
Según la mayor de las fuentes de chiitas, la más dolorosa y difícil pérdida de toda la tragedia de Karbala fue la que hizo llorar a los cielos y la tierra, a los genios y a los humanos, a los ángeles, a los profetas divinos y a los amigos de Dios, el martirio de Husáin ibn Alí.
Estando el Imam combatiendo escuchó gritos diciendo que las tiendas de su campamento estaban ardiendo.
Volvió apresuradamente. Los miembros de su familia, las mujeres, las hijas, los niños, todos corrieron a rodear a Husáin ibn Alí. Algunos de los niños gritaban: “¡Fuego! ¡Fuego!” y pedían agua y, cuando vieron las heridas y los cortes que el Imam Husáin tenía en su cuerpo, comenzaron a gritar y a golpearse en el rostro.
Husáin les dijo:
“¡Tranquilizaos! ¡No lloréis! ¡Pronto tendréis mucho que llorar!” Entonces, gritó: “¡Oh Sukaina! ¡Oh Fátimah! ¡Oh Záynab! ¡Oh Umm Kulthum! ¡Me despido de vosotras!”
Záynab bint Alí fue junto a él y le dijo: “¡Oh hermano! ¡Estás listo para el martirio!” Él dijo: “¿Cómo no estarlo si ya no me queda quien me auxilie?”
Husáin bajó del caballo y fue hacia la lucha.
Ya‘far as-Sadiq dijo:
“El Imam atacó a sus enemigos. En la batalla recibió treinta y tres heridas de lanza y treinta y cuatro cortes de espada. Estaba cansado, sediento, hambriento y desconsolado. De pronto, escuchó un llanto. Apoyó su lanza en la silla de montar.”
Cuando la flecha de tres puntas se clavó en el bendito pecho del Imam, éste no pudo sacársela por delante, se inclinó y la sacó por detrás, tras lo cual, comprendió que ya no tenía fuerzas para mantenerse a caballo, exclamó:
“En el nombre de Dios, ¡Por Dios y con la creencia del Mensajero de Dios!”.
El caballo de Husáin, bien entrenado, comprendiendo que su jinete ya no tenía fuerzas para mantenerse en su silla, dobló sus patas para que Husáin pudiera descabalgar con más facilidad, cosa que el Imam hizo lentamente.
Husayn cayó a tierra. La noble Záynab bint Alí y los niños acudieron al campo de batalla y se sentaron alrededor de Aba Abdellah. El Imam aún estaba vivo.
Ya‘far as-Sadiq le dijo a Zurárah:
“¡Oh Zurárah! ¡Los cielos lloraron sangre cuarenta días por el martirio del Imam Husáin y la Tierra se oscureció de llanto cuarenta días. El Sol empalideció y se tiñó de rojo llorando cuarenta días, las montañas se desmoronaron por el llanto y los mares se encresparon.”
Suyutí, unos de los más notables sabios de Ahl us-Sunnah escribió lo siguiente:
“Cuando Al-Husáin ibn Alí fue matado, la luz del Sol empalideció siete días, algunas estrellas chocaron entre sí en el cielo y, el día de Ashurá en que este noble fue matado, el Sol sufrió un eclipse y el horizonte se tiñó de rojo durante seis meses.” La batalla de Karbala duró desde la mañana hasta el atardecer del 10 de octubre del 680 (10 de Muharram de 61 AH), pequeño grupo de compañeros y miembros de la familia de Husayn (en total que fueron alrededor de setenta y dos hombres y cuantas mujeres y niños) lucharon con un gran ejército bajo el mando de Ómar ibn Sa'd.
Al fin los compañeros de Husáin fueron masacrados y mientras estaban sedientos y estando al lado de agua, en la tierra de Karbala.

### Ashura en la cultura chiita

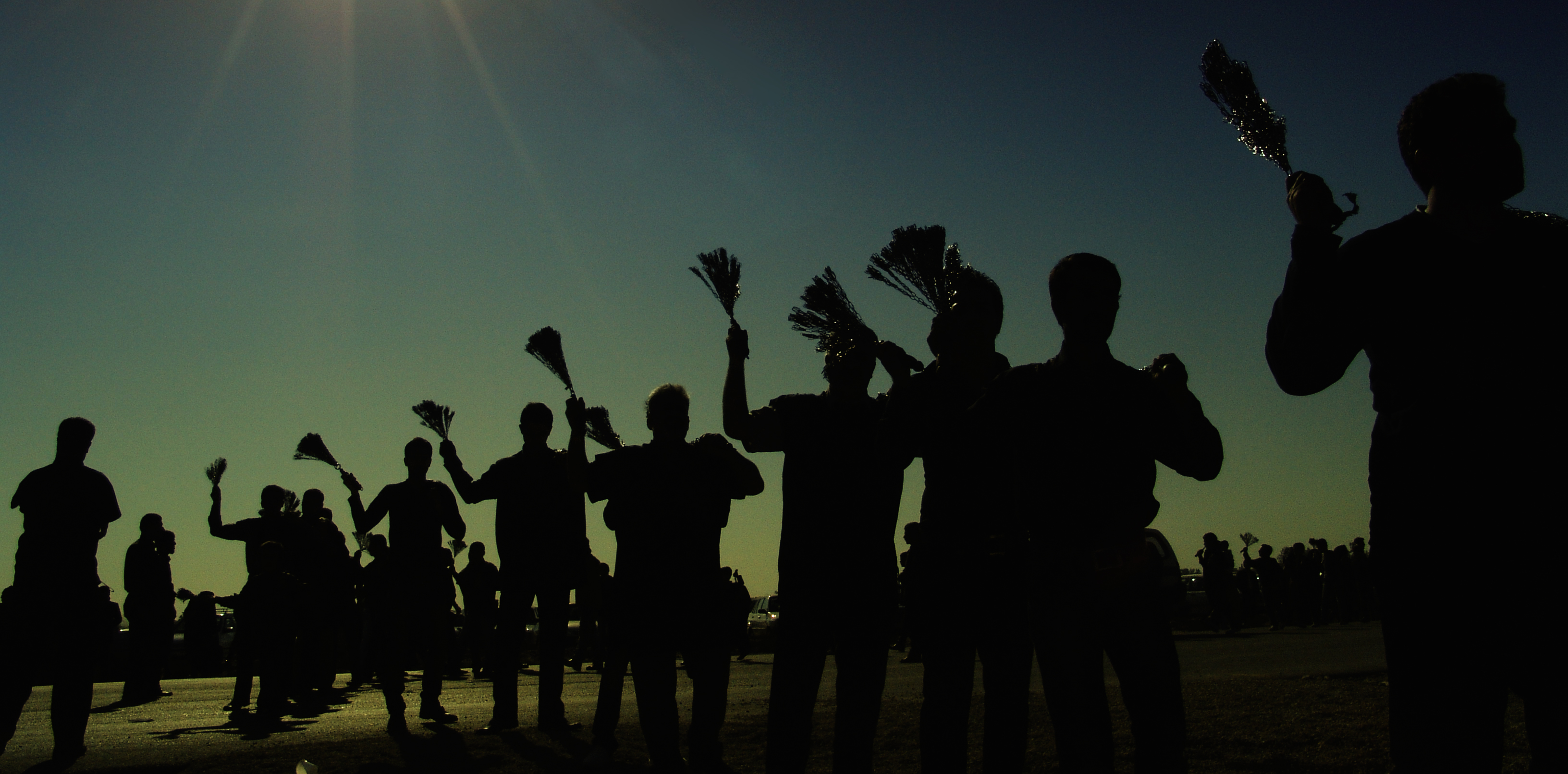
Ashura.

En la cultura chiita, por la muerte de Husáin en el día Ashura, este es un día de luto. Según el pensamiento chiita, el martirio de Husáin y sus compañeros ha sido una catástrofe grande a lo largo de historia del islam. Los chiitas en el Ashura hacen lamentación y lloran por el dolor infligido a la familia de Mahoma.
El octavo Imam de los chiitas, Imam Reza dijo: Cualquier persona que en el día Ashura llore y se ponga triste, Dios le alegrará en el Día de Juicio.
Los Imames, honraban el día Ashura, y celebraban y lloraban por Husáin e iban a peregrinar a su tumba. Ellos aconsejaban a sus seguidores que peregrinaran a su tumba en este día. Las costumbres del día Ashura son: llorar, estar acongojado, no comer y ni beber hasta la tarde, celebrar ceremonia lamentación, peregrinar a la tumba de Husáin, etc.

#### Conmemoración de la muerte de Husáin ibn Alí

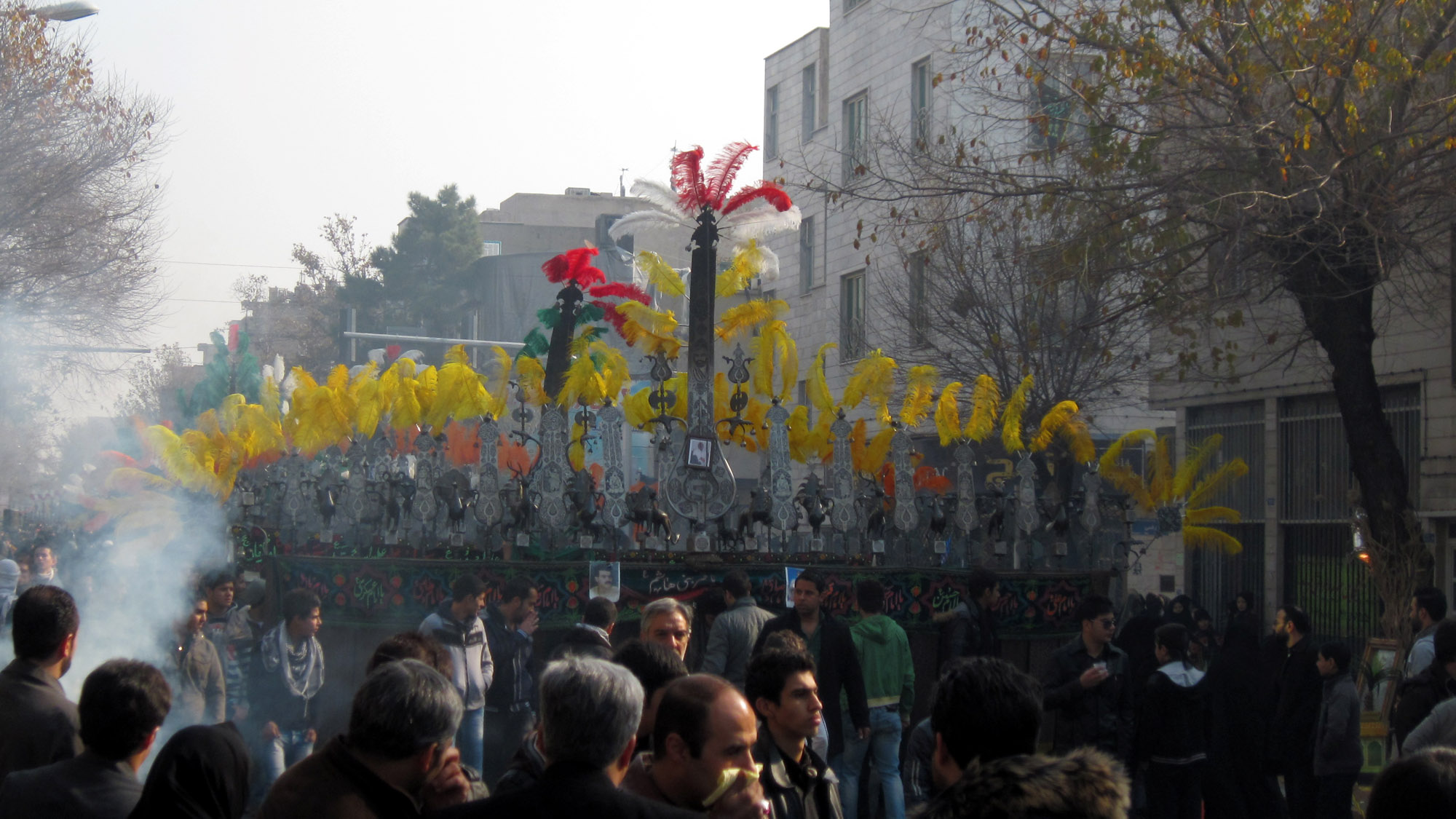
Irán, Asura.

La primera ceremonia de luto fue la que realizó la hermana de Imam Husáin en la mezquita de Kufa en un sermón contra el gobierno de Yazid.
La tumba de Husáin se convirtió en un lugar de peregrinación para los chiitas sólo unos pocos años después de su muerte. Esta tradición de la peregrinación al Santuario de Husáin y los otros mártires de Karbala desarrolló rápidamente y se conoce como Ziarat Ashura.
Los omeyas y abasís trataron de impedir la construcción de los santuarios y peregrinaciones a los sitios. La tumba y sus anexos fueron destruidos por el califa abasí Al-Mutawákkil en 850-851 y la peregrinación estaba prohibida, pero los santuarios en Karbala y Náyaf fueron construidos por la Buwayhid emir 'Adud al-Daula en 979-80.

#### Costumbres populares
Para los chiíes, conmemoración de Ashura no es un festival, sino más bien un triste suceso. Para los chiíes, es un período de intenso dolor y el luto. Los dolientes se congregan en una mezquita de recitaciones poéticas dolorosos, como Marsiya y noha realizados en memoria del martirio de Husáin, que lamentan y en duelo por una suma de tocando tambores y gritos de Ya Husáin.
En realidad cada ciudad tiene su Ashura particular, al igual que cada ciudad española tiene su Semana Santa. Hay localidades cuya representación del martirio del Husáin (ta’aziêjânî) se hace mejor o digamos con más ardor religioso y devoción, aun cuando grosso modo todas son básicamente lo mismo.
Los lutos comienzan a primeros del mes de Muharram, con discursos en las mezquitas, colegios y otros lugares públicos en los que se llora su martirio. Unos actores representan cada día en la calle la historia de la batalla de Karbalá, pero el paroxismo llega los días 9 y 10 (tâsû’a y ‘âšûrâ’) de Muharram; el país entero se viste de luto, procesiones de flagelantes recorren las calles dándose golpes en la espalda con una cadena (zanyirzanî), algunos, los más devotos, llegan a sangrar y antes había quienes se hacían una brecha en la frente con un sable (qamêkešî), práctica prohibida por la República islámica.
También Ulamas dan sermones con temas de la personalidad de Husáin y la posición en el islam, y la historia de su levantamiento. El jeque de la mezquita relata la batalla de Karbala para permitir a los oyentes a revivir el dolor y la tristeza que padece Husáin y su familia. En los países árabes como Irak y el Líbano que leen Maqtal Al-Husayn (leer los acaecimientos del Ashura). En algunos lugares, como Irán, Irak y los estados árabes del Golfo Pérsico, Ta'zieh (un teatro de los acaecimientos del Ashura), representaciones de la Pasión, también se realizan recreando la batalla de Karbala y el sufrimiento y el martirio de Husáin por las manos de Yazid.
Durante la duración de la memoria, es habitual que las mezquitas y algunas personas que dan comida gratis (Nazri) en ciertas noches del mes a todas las personas. La gente dona alimentos y Oriente Medio dulces a la mezquita. Estas comidas son vistos como ser especial y sagrado, ya que han sido consagrados en el nombre de Husáin, y así participar de ellos se considera un acto de comunión con Dios, Husáin, y la humanidad.
En Ashura, las mezquitas, los santuarios y las calles están llenas de personas que lloran ante los relatos de aquellos trágicos acontecimientos (nouhe jani) y se lamentan por el martirio de este nieto del profeta Mahoma, ante pancartas que alaban su gesta escritas en persa y árabe y cuadros sobre tela donde se representan diversas escenas de su martirio.

### Husáin en opinión de historiadores
- Edward Gibbon dice: En una época lejana y el clima de la trágica escena de la muerte de Hussayn despertará la simpatía del lector más frío.[18]

- William Muir afirma: La tragedia de Karbala decidió no sólo el destino del califato, sino de los reinos mahometanos mucho después de que el califato había menguado y desaparecido.[19]

## Otras religiones
En algunos países las comunidades de otras religiones conmemoran también el martirio del Imán Husein. En Irán, por ejemplo, algunos armenios y zoroastrianos participan en los actos de duelo. En Irak los cristianos participan en los actos de duelo. En Trinidad y Tobago y en Jamaica todos los grupos étnicos y religiosos participan de este evento, conocido localmente como "Hosay" o "Hussay", derivados de "Husein".